# تپه پیچک محله
تپه پیچک محله مربوط به دوران پیش از تاریخ ایران باستان است و در شهرستان علی‌آباد، بخش مرکزی، روستای پیچک واقع شده و این اثر در تاریخ ۱۰ خرداد ۱۳۸۲ با شمارهٔ ثبت ۸۸۲۴ به‌عنوان یکی از آثار ملی ایران به ثبت رسیده است.